# Bengáli írás
A bengáli írás (bengáliul বাংলা লিপি / magyaros átírásban:Bangla lipi) egy, a bráhmi eredetű írásrendszerek családjába  tartozó abugida szótagírás, melyet a bengáli nyelven kívül  több nyelv is használ, például az asszámi nyelv, a manipuri nyelv és a szilheti nyelvek. Hasonlít a dévanágari írásra, de attól eltérően kevésbé négyszögletes, kanyargósabb. A modern írás 1778-ban körvonalazódott, amikor Charles Wilkins megalkotta az első nyomdai alakokat. Néhány kisebb eltérés található az asszámi és a bengáli formák között, pl.: ra (bengáli র; asszámi ৰ) és va (a bengáliban nincs meg; asszámi ৱ).
Eredetileg nem volt közvetlen kapcsolatban egyetlen nyelvvel sem, de néhány kelet indiai nyelv használta. Ezek közül csak az asszámi és a bengáli maradt meg hivatalos írásnak. Egy időben ezt az írást használták a szanszkrit nyelv lejegyzésére is (például a 15–16. században Srimanta Sankardeva). Meglehetősen gazdag irodalommal rendelkezik.
A mássalhangzóformák száma meglehetősen nagy, közel 500 karakter és ligatúra található a teljes karakterkészletben. Bangladesben a Bangla Akadémia standardizálta az írást, de az indiai Nyugat-Bengál területén számos archaikus formáját használják még napjainkban is, így jó néhány konkurens alakot találhatunk itt ugyanahhoz a hanghoz. 2001-ben a standardizált változatot választották az Unicode karakterkészlet alapjául. Így – valószínűleg – az írás további fejlődésében kettéválik a modern (standardizált) és a tradicionális változat fejlődése.

## Bengáli karakterek

### Magánhangzók

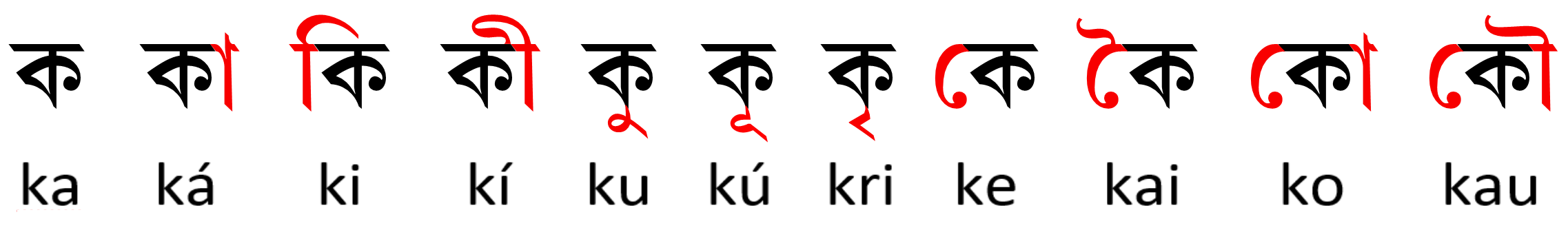
Magánhangzókarakterek elhelyezkedése a mássalhangzó alapbetűvel, ahol a ka az alapbetű

Az írás 11 magánhangzójelet tartalmaz, mellyel 7 hangot jelölnek. Mint látható, van olyan hang, amelyet több jellel jelölnek. Ezek még abból az időből őrződtek meg, amikor az írást a szanszkrit lejegyzésére is használták, ezért meg kellett különböztetni az [a], [i], [u] hangok rövid és hosszú változatát. Ezek megkülönböztetése nincs meg sem az irodalmi bengáliban, sem az asszámiban, ezért ezek páronként ugyanúgy ejtendőek.
Az írás egyik jellegzetessége – hasonlóan más indiai írásokhoz –, hogy a mássalhangzót jelölő szimbólumok kiejtése automatikusan magában hordozza az [ɔ] magánhangzót is (ক – [kɔ]), más magánhangzó esetén kell csak a magánhangzójeleket használni (কে – [kæ]). Átírásban az [ɔ] magánhangzót [a]-val írjuk át. Tehát a magánhangzójeleket csak akkor használjuk önállóan, ha szótagkezdő helyzetben vannak (lásd: abugida).
| Bengáli írással | A betű neve | A betű ক [kɔ]-val kombinálva | A kapcsolat neve | Tudományos átírás IAST | IPA   | Magyaros ejtésközelítő átírás |
| --------------- | ----------- | ---------------------------- | ---------------- | ---------------------- | ----- | ----------------------------- |
| অ               | śaro a      | ক                            | (nincs)          | ka                     | [kɔ]  | ka                            |
| আ               | śaro ā      | কা                            | akar             | kā                     | [ka]  | ká                            |
| ই               | ṛhaśśo i    | কি                            | ṛhośśikar        | ki                     | [ki]  | ki                            |
| ঈ               | dirgho ī    | কী                            | dirghikar        | kī                     | [ki]  | kí                            |
| উ               | ṛhaśśo u    | কু                            | ṛhośśukar        | ku                     | [ku]  | ku                            |
| ঊ               | dirgho ū    | কূ                            | dirghukar        | kū                     | [ku]  | kú                            |
| ঋ               | r̥           | কৃ                            | r̥kar             | kr̥                     | [kri] | kri                           |
| এ               | e           | কে                            | ekar             | ke                     | [kæ]  | ke                            |
| ঐ               | ai          | কৈ                            | aikar            | kai                    | [koj] | kai                           |
| ও               | o           | কো                            | okar             | ko                     | [ko]  | ko                            |
| ঔ               | au          | কৌ                            | aukar            | kau                    | [kow] | kau                           |

### Hangmódosítók
| Jel ক [kɔ]-val | Név         | Funkció                                                | Tudományos átírás IAST | IPA   | Magyaros ejtésközelítő átírás |
| -------------- | ----------- | ------------------------------------------------------ | ---------------------- | ----- | ----------------------------- |
| ক্              | hasanta     | Jelzi, hogy nem ejtjük utána az automatikus [ɔ] hangot | k                      | [k]   | k                             |
| কৎ             | khanḍo ta   | Záró hehezet nélküli ত [t̪]                             | kat                    | [kɔt̪] | kat                           |
| কং              | anunāsika   | Záró veláris orrhang                                   | kaṅ                    | [kɔŋ] | kan                           |
| কঃ              | bisarga     | Záró zöngétlen hangszalagzárhang                       | kah                    | [kɔh] | kah                           |
| কঁ              | candrabindu | Magánhangzó nazalizáció                                | kã                     | [kɔ̃]  | kan                           |

### Mássalhangzók
A mássalhangzók neve általában az alaphang és a hozzáadott a magánhangzóból áll. Mivel ezt az ún. „bennfoglalt”a hangot az írás nem jelöli, így a mássalhangzó-jelek egyben a betű nevét is jelölik. Van néhány olyan hang, amelyhez több mássalhangzó-jel kapcsolható, ezeknél a betűk nevében megjelenik a megkülönböztetés (például n, s stb. – lásd a táblázatot.) Ez a helyzet szintén a szanszkrit írására vezethető vissza, ahol megkülönböztetünk például a fenti hangokból többfajtát, viszont a mai modern bengáliban ezek a hangok már egybeolvadtak, ugyanúgy ejtődnek, de a helyesírás megőrizte a különböző alakokat. Mivel az ঙ [ŋ] nem állhat szó elején, ezért lett ennek a neve উঙ [uŋa], egyes nyelvjárásokban [uma].
| Betű | Betűnév                  | Tudományos átírás IAST | IPA | Magyaros ejtésközelítő átírás |
| ---- | ------------------------ | ---------------------- | --- | ----------------------------- |
| ক    | ka                       | k                      | k   | k                             |
| খ    | kha                      | kh                     | kh  | kh                            |
| গ    | ga                       | g                      | g   | g                             |
| ঘ    | gha                      | gh                     | gɦ  | gh                            |
| ঙ    | unga / uma               | ṅ                      | ŋ   | n                             |
| চ    | ca                       | c                      | tʃ  | cs                            |
| ছ    | cha                      | ch                     | tʃh | csh                           |
| জ    | borgio ja (burgijja)     | j                      | d͡ʒ  | dzs                           |
| ঝ    | jha                      | jh                     | d͡ʒɦ | dzsh                          |
| ঞ    | ñio                      | ñ                      | n   | n                             |
| ট    | ṭa                       | ṭ                      | ʈ   | t                             |
| ঠ    | ṭha                      | ṭh                     | ʈh  | th                            |
| ড    | ḍa                       | ḍ                      | ɖ   | d                             |
| ঢ    | ḍha                      | ḍh                     | ɖɦ  | dh                            |
| ণ    | murdhonno ṇa (moddhenna) | ṇ                      | n   | n                             |
| ত    | ta                       | t                      | t̪   | t                             |
| থ    | tha                      | th                     | t̪h  | th                            |
| দ    | da                       | d                      | d̪   | d                             |
| ধ    | dha                      | dh                     | d̪ɦ  | dh                            |
| ন    | donto na (dontenna)      | n                      | n   | n                             |
| প    | pa                       | p                      | p   | p                             |
| ফ    | pha                      | ph                     | ph  | ph                            |
| ব    | ba                       | b                      | b   | b                             |
| ভ    | bha                      | bh                     | bɦ  | bh                            |
| ম    | ma                       | m                      | m   | m                             |
| য    | antostho ya (ontosteya)  | j                      | d͡ʒ  | dzs                           |
| র    | baẏ śunno ra             | r                      | ɾ   | r                             |
| ৰ    | baẏ śunno ra             | r                      | ɾ   | r                             |
| ল    | la                       | l                      | l   | l                             |
| ৱ    | va                       | v                      | v   | v                             |
| শ    | talobbo śa (talebośśa)   | ś                      | ʃ/s | s                             |
| ষ    | murdhonno ṣa             | ṣ                      | ʃ   | s                             |
| স    | donto sa (dontessa)      | s                      | ʃ/s | sz                            |
| হ    | ha                       | h                      | h   | h                             |
| ড়    | ḍaẏ śunno ṛa             | ṛ                      | ɽ   | r                             |
| ঢ়    | ḍaẏ śunno ṛha            | ṛh                     | ɽ   | rh                            |
| য়    | antostho ẏa (ontosteẏa)  | ẏ                      | e/ə | j                             |
| জ়    | za                       | z                      | z   | dzs                           |
| ক়    | uqa                      | q                      | k   | k                             |
| খ়    | uxa                      | x                      | k   | kh                            |
| গ়    | uġa                      | ġ                      | g   | g                             |
| ফ়    | fa                       | f                      | f   | ph                            |

### Ligatúrák
Az írás a fentieken kívül még tartalmaz közel 400 ligatúrát, melyet kisebb-nagyobb mértékben a hivatalos életben is használnak.
Ezek a ligatúrák általában egy teljes értékű betű és egy másik teljes értékű betű egy részéből áll össze. Ilyenkor a teljes értékű betűhöz kapcsoljuk a magánhangzót (vagy tartja meg a hangját), a kapcsolódó "fél" pedig elveszti a magánhangzóértékét.

### Számok
| Arab számok                 | 0      | 1  | 2   | 3    | 4    | 5     | 6     | 7    | 8   | 9   |
| --------------------------- | ------ | -- | --- | ---- | ---- | ----- | ----- | ---- | --- | --- |
| Bengáli                     | ০      | ১  | ২   | ৩    | ৪    | ৫     | ৬     | ৭    | ৮   | ৯   |
| Név bengáli írással         | শূন্য    | এক | দুই  | তিন   | চার   | পাঁচ    | ছয়    | সাত   | আট  | নয়  |
| Bengáli név (IAST)          | śunno  | ek | dui | tin  | cār  | pañc  | chaẏ  | sāt  | āṭ  | naẏ |
| Bengáli név (magyar átírás) | súnna  | ek | dui | tin  | csár | páncs | cshaj | szát | át  | naj |
| Asszámi név (IAST)          | xuinno | ek | dui | tini | sari | pas   | say   | xat  | ath | na  |

A tizedesvessző helyett tizedespontot használnak, a nagy számokat pedig vesszővel tagolják, de nem három számjegyenként, hanem az első tagolót a százas helyi érték elé teszik, a többit pedig két számjegyenként. Például a 199 112 180,7 szám bengáli írással ১৯,৯১,১২,১৮০.৭ alakú.

## Bengáli az Unicode-ban
A bengáli az Unicode rendszerben az U+0980 … U+09FF kódtartományban szerepel.
|        | 0 | 1 | 2 | 3 | 4 | 5 | 6 | 7 | 8 | 9 | A | B | C | D | E | F |
| ------ | - | - | - | - | - | - | - | - | - | - | - | - | - | - | - | - |
| U+098x | ঀ | ঁ  | ং  | ঃ  | ঄ | অ | আ | ই | ঈ | উ | ঊ | ঋ | ঌ | ঍ | ঎ | এ |
| U+099x | ঐ | ঑ | ঒ | ও | ঔ | ক | খ | গ | ঘ | ঙ | চ | ছ | জ | ঝ | ঞ | ট |
| U+09Ax | ঠ | ড | ঢ | ণ | ত | থ | দ | ধ | ন | ঩ | প | ফ | ব | ভ | ম | য |
| U+09Bx | র | ঱ | ল | ঳ | ঴ | ঵ | শ | ষ | স | হ | ঺ | ঻ | ়  | ঽ | া  | ি  |
| U+09Cx | ী  | ু  | ূ  | ৃ  | ৄ  | ৅ | ৆ | ে  | ৈ  | ৉ | ৊ | ো  | ৌ  | ্  | ৎ | ৏ |
| U+09Dx | ৐ | ৑ | ৒ | ৓ | ৔ | ৕ | ৖ | ৗ  | ৘ | ৙ | ৚ | ৛ | ড় | ঢ় | ৞ | য় |
| U+09Ex | ৠ | ৡ | ৢ  | ৣ  | ৤ | ৥ | ০ | ১ | ২ | ৩ | ৪ | ৫ | ৬ | ৭ | ৮ | ৯ |
| U+09Fx | ৰ | ৱ | ৲ | ৳ | ৴ | ৵ | ৶ | ৷ | ৸ | ৹ | ৺ | ৻ | ৼ | ৽ | ৾  | ৿ |